# Saskia Santer
Saskia Santer (San Candido, 5 dicembre 1977) è un'ex biatleta e fondista italiana.
Ha doppio passaporto, italiano e belga.
È sorella di Nathalie e Stephanie, a loro volta sciatrici nordiche di alto livello.

## Biografia

### Carriera nel biathlon
Di padre italiano e madre belga, la Santer ha fatto parte della nazionale italiana dal 1999 al 2006. In Coppa del Mondo ha debuttato nel 1998 e vanta come migliori piazzamenti il 12º posto nella sprint di Chanty-Mansijsk del 2005, tra le gare individuali, e il 4° a Kontiolahti nel 2005 tra le staffette.
In carriera ha partecipato a due edizioni dei Giochi olimpici invernali: Salt Lake City 2002 (36ª in sprint, 42ª in inseguimento, 49ª in individuale, 11ª in staffetta) e Torino 2006 (57ª in sprint, non conclude l'inseguimento, 51ª in individuale, 12ª in staffetta).
Ha smesso di gareggiare nel 2007.

### Carriera nello sci di fondo
Membro della nazionale azzurra dal 1995, tra il 1998 e il 2000 ha preso parte ad alcune gare di Coppa del Mondo, ottenendo come migliori risultati due 28° posti. Ha anche partecipato a tre edizioni dei Mondiali juniores: nella competizione il suo miglior piazzamento è stato il 12º posto nella 5 km di Canmore 1997.

## Palmarès

### Biathlon

#### Coppa del Mondo
- Miglior piazzamento in classifica generale: 43ª nel 2003

### Sci di fondo

#### Coppa del Mondo
- Miglior piazzamento in classifica generale: 80ª nel 2000